# رایانه عابد
رایانه عابد (انگلیسی: Rayane Aabid؛ زادهٔ ۱۹ ژانویهٔ ۱۹۹۲) بازیکن فوتبال اهل فرانسه است.
از باشگاه‌هایی که در آن بازی کرده‌است می‌توان به باشگاه فوتبال پاریس و باشگاه فوتبال هاتای‌اسپور اشاره کرد.